# Équipe de France de football à la Coupe du monde 2010
Cet article relate le parcours de l’équipe de France de football lors de la Coupe du monde de football 2010 organisée en Afrique du Sud du 11 juin au 11 juillet 2010. L'élimination au premier tour après un nul et deux défaites s'accompagne d'un scandale, connu sous le nom de Fiasco de Knysna, qui marquera durablement l'histoire du football français.

## Qualifications pour la Coupe du monde 2010

### Groupe de qualification

#### Contexte
La Coupe du monde est la plus prestigieuse compétition de football. Se qualifier pour la phase finale est un objectif majeur pour les équipes nationales de football. En 2010 a lieu la 19e coupe du monde en Afrique du Sud. La phase finale se déroule pendant les mois de juin et juillet. Les éliminatoires de la zone Europe (UEFA) opposent 53 nations pour 13 places qualificatives. Les 53 pays sont répartis en huit groupes de six équipes et un groupe de cinq équipes, qui se rencontrent en matches aller-retour. Les premiers de chaque groupe sont qualifiés pour la Coupe du monde 2010. Les huit meilleurs deuxièmes participent à un match de barrage (aller-retour), tandis que le neuvième est éliminé. Les quatre vainqueurs de ces matches de barrage sont qualifiés pour la Coupe du monde 2010.

#### Année 2008

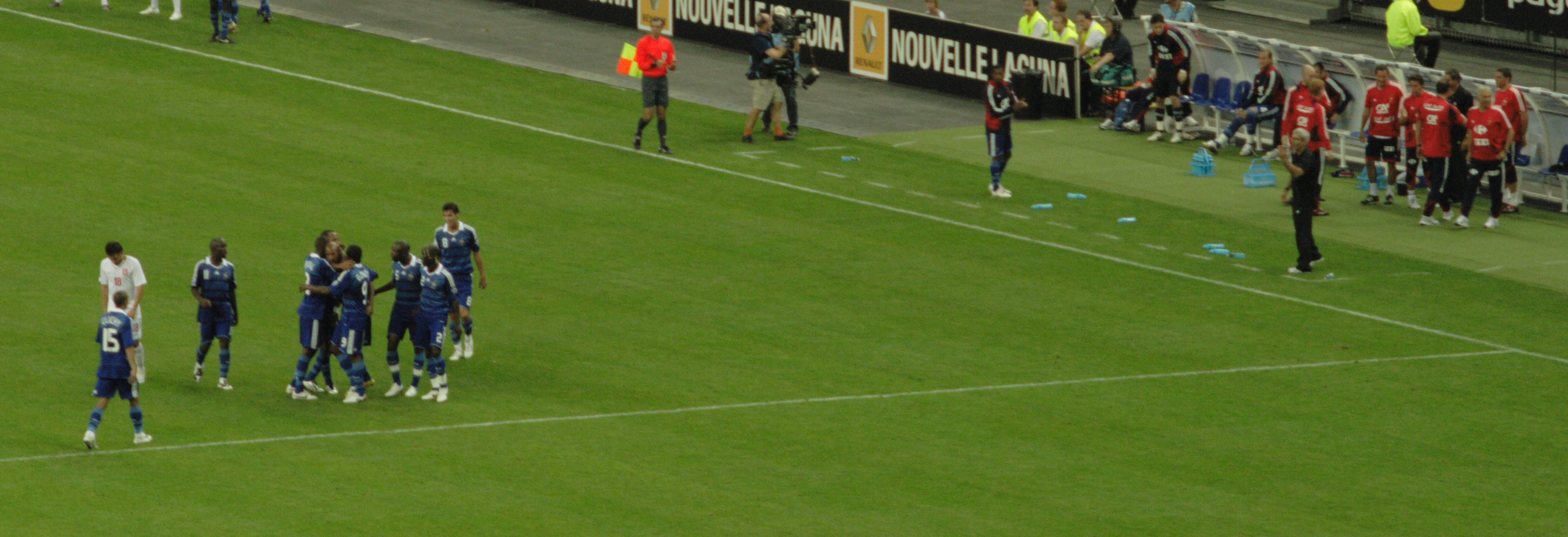
Raymond Domenech sur le bord du terrain pendant le match France-Serbie du 10 septembre 2008, résultat 2-1.

Après l'élimination au premier tour de l'Euro 2008, Raymond Domenech est maintenu dans ses fonctions de sélectionneur de l'équipe de France de football.
Malgré une victoire en Suède au mois d'août lors d'un match amical, la France (vice-championne du monde en titre depuis la finale de la Coupe du monde 2006), débute les éliminatoires du Mondial 2010 par une défaite trois buts à un en Autriche. Cette troisième défaite de rang en match officiel constitue une triste contre-performance : jamais jusque-là l'équipe de France n'avait perdu 3 matchs officiels consécutifs de toute son histoire. Ces 3 revers constituent une première en plus d'un siècle d'existence.
Le 14 octobre, la France bat la Tunisie trois buts à un. Une polémique éclate à la suite des sifflets ayant accompagné La Marseillaise. Le lendemain, le conseil fédéral de la FFF confirme Raymond Domenech dans ses fonctions par 18 voix pour et une abstention.
L'équipe de France dispute le 19 novembre, son dernier match de l'année face à l'Uruguay qui s'achève sur un match nul et vierge jugé décevant par les médias. Au cours du match, Steve Savidan, âgé de trente ans, débute en équipe de France. C'est le dix-huitième joueur à connaître sa première sélection à plus de trente ans depuis 1945. Sa prestation est saluée par les médias.

#### Année 2009

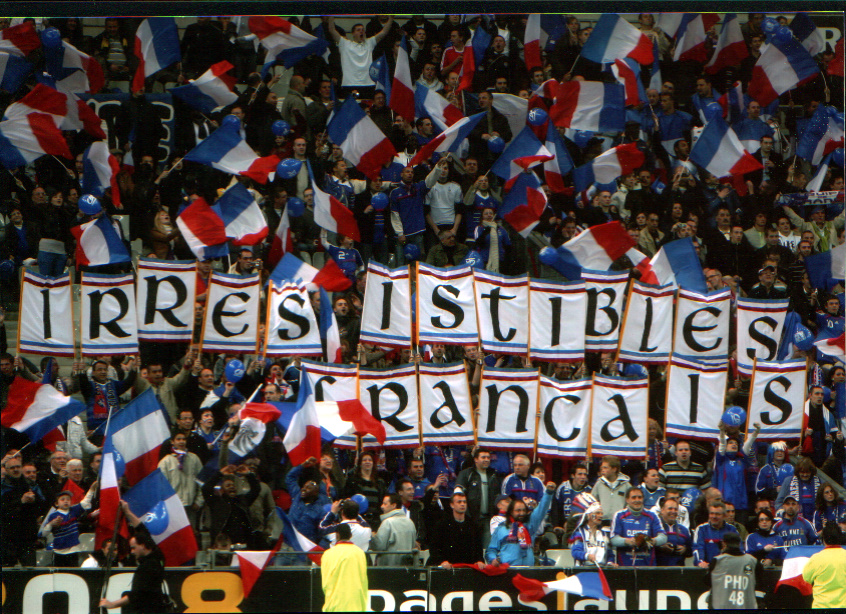
Supporters de l'équipe de France lors de la réception de l'Autriche le 14 octobre 2009.

À l'instar de l'année 2008, l'Équipe de France réalise des performances poussives lors du premier semestre de l'année 2009. Ainsi, les Bleus commencent par une défaite face à l'Argentine (0-2), puis s'impose difficilement contre la Lituanie par deux fois sur la plus petite des marges (0-1 ; 1-0) grâce à Franck Ribéry. Elle joue ensuite deux matchs amicaux en juin, qui se soldent par une nouvelle défaite face au Nigeria (0-1), puis par une victoire face à la Turquie (1-0 sur pénalty)
À la suite de ces matchs loin d'être rassurants, l'Équipe de France rentre dans la dernière ligne droite des éliminatoires tout d'abord en battant difficilement les îles Féroé 1-0. Elle réalise deux matches nuls d'abord contre la Roumanie (1-1, buts de Henry et Escudé contre son camp) puis contre la Serbie au Marakana dans un match considéré comme la finale de son groupe qualificatif (1-1, but de Stankovic sur pénalty et de Henry pour la France). À partir de ce moment-là, la France semble condamnée à la deuxième place du Groupe 7, synonyme de participation aux barrages. Les deux victoires contre les îles Féroé 5-0 et contre l'Autriche 3-1 ne font qu'entériner ce constat.

#### Classement et résultats
| Rang | Équipe     | Pts | J  | G | N | P | Bp | Bc | Diff |  | Résultats (▼ dom., ► ext.) |     |     |     |     |     |     |
| ---- | ---------- | --- | -- | - | - | - | -- | -- | ---- |  | -------------------------- | --- | --- | --- | --- | --- | --- |
| 1    | Serbie     | 22  | 10 | 7 | 1 | 2 | 22 | 8  | +14  |  | Serbie                     |     | 1-1 | 1-0 | 3-0 | 5-0 | 2-0 |
| 2    | France     | 21  | 10 | 6 | 3 | 1 | 18 | 9  | +9   |  | France                     | 2-1 |     | 3-1 | 1-0 | 1-1 | 5-0 |
| 3    | Autriche   | 14  | 10 | 4 | 2 | 4 | 14 | 15 | -1   |  | Autriche                   | 1-3 | 3-1 |     | 2-1 | 2-1 | 3-1 |
| 4    | Lituanie   | 12  | 10 | 4 | 0 | 6 | 10 | 11 | -1   |  | Lituanie                   | 2-1 | 0-1 | 2-0 |     | 0-1 | 1-0 |
| 5    | Roumanie   | 12  | 10 | 3 | 3 | 4 | 12 | 18 | -6   |  | Roumanie                   | 2-3 | 2-2 | 1-1 | 0-3 |     | 3-1 |
| 6    | Îles Féroé | 4   | 10 | 1 | 1 | 7 | 5  | 20 | -15  |  | Îles Féroé                 | 0-2 | 0-1 | 1-1 | 2-1 | 0-1 |     |

### Barrage république d'Irlande - France

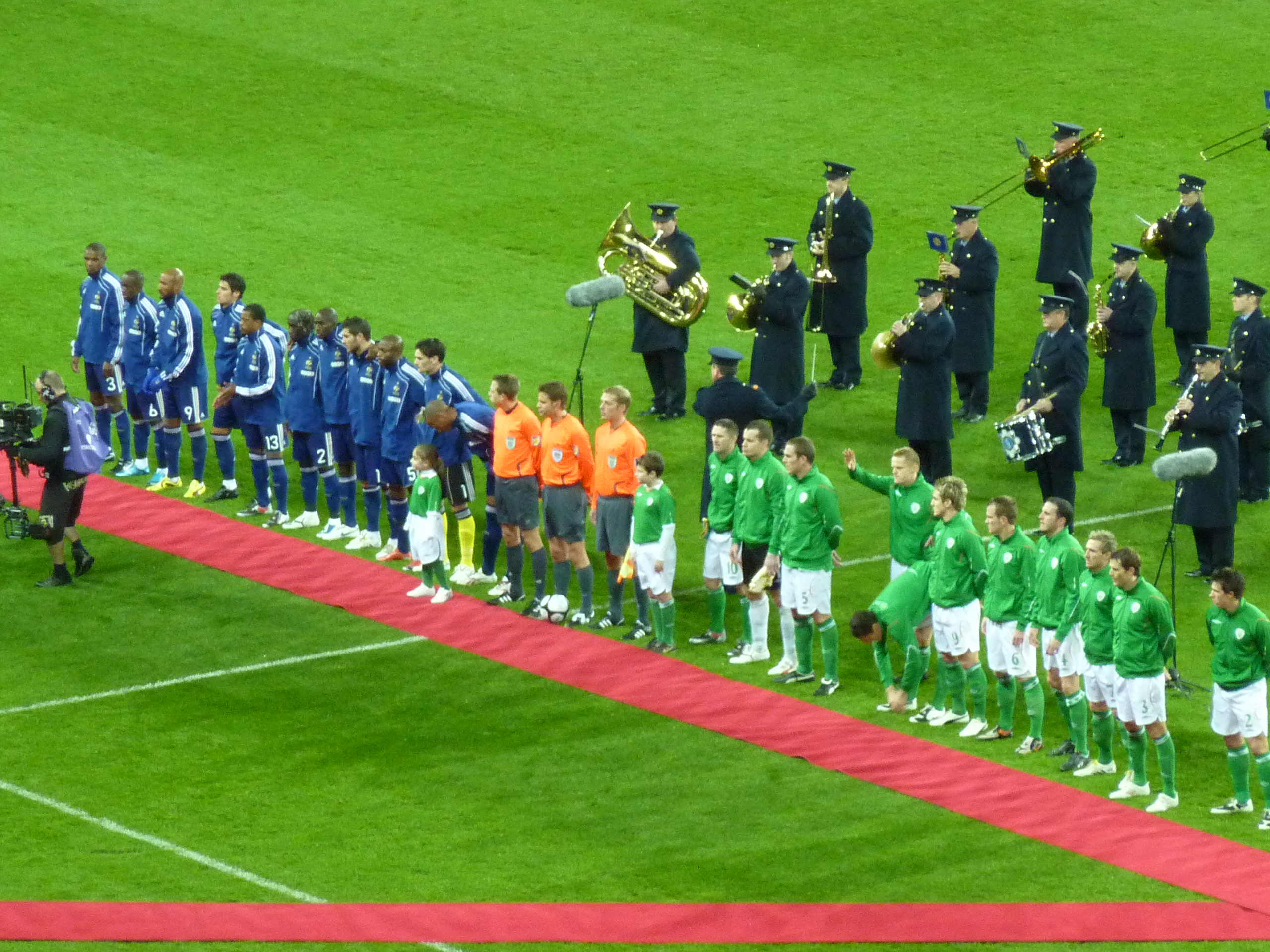
Les deux équipes alignées avant le début du match aller à Dublin.

L'équipe de France dispute donc sa place en Coupe du monde en barrages face à la république d'Irlande. Lors du match aller à Croke Park, c'est la France qui réussit à s'imposer grâce à un but de Nicolas Anelka à la 71e minute qui place la France en ballotage très favorable pour la qualification quatre jours avant le match retour au Stade de France qui a lieu le mercredi 18 novembre 2009. Néanmoins, lors du match retour, les choses se corsent très sérieusement pour les Bleus en raison d'un but de l'attaquant irlandais Robbie Keane à la 33e minute. Lors de ce match, la France semble très largement inférieure à l'Irlande et ne doit son salut qu'à l'excellente prestation de son jeune gardien Hugo Lloris. C'est donc quasi miraculeusement que la France gagne le droit de disputer des prolongations, les deux équipes étant à égalité parfaite et ne pouvant pas être départagées par la règle du but à l'extérieur. Or, à la 103e minute, le capitaine des bleus Thierry Henry reçoit un coup franc tiré par Florent Malouda et fait une passe décisive en accompagnant son geste de la main gauche pour William Gallas qui inscrit ainsi le but de l'égalisation, soulevant ainsi la colère de l'équipe Irlandaise. Néanmoins, l'arbitre valide le but qui permet ainsi à la France de se qualifier pour la Coupe du monde de football de 2010 dans la controverse.
La polémique est ainsi très vive dans les jours qui suivent, la Fédération d'Irlande de football, appuyée par le Premier Ministre Brian Cowen demandant que le match soit rejoué, à l'encontre néanmoins du règlement de la FIFA qui détermine que les décisions de l'arbitre sont irrévocables. L'attitude de Thierry Henry est également critiquée et brocardée. Sur l'action qui dure très rapidement (1 seconde), il est difficile de dire si son 1er contrôle du bras a été volontaire. Ce dernier demande donc également que le match soit rejoué. Néanmoins, certains ont plutôt vu de sa part une tentative de rehausser son image après ce fait de jeu peu glorieux, la FIFA ayant définitivement entériné le résultat du match. Sur cette même action, un joueur français en position passif de hors-jeu se fait bousculer dans la surface de réparation. Cela provoqua de nombreuses confusions et interprétations.
| CM - barrages                                | République d'Irlande | 0–1   | France     | Croke Park Dublin, Irlande |                         |
| 14 novembre 2009 · Historique des rencontres |                      | (0–0) | Anelka 72e | Arbitrage : Felix Brych    | Arbitrage : Felix Brych |

| CM - barrages                                | France      | 1–1 a.p. | République d'Irlande | Stade de France Saint-Denis, France |                            |
| 18 novembre 2009 · Historique des rencontres | Gallas 103e | (0–1)    | Keane 33e            | Arbitrage : Martin Hansson          | Arbitrage : Martin Hansson |

| Équipe 1             | Résultat | Équipe 2 | Aller | Retour      |
| -------------------- | -------- | -------- | ----- | ----------- |
| République d'Irlande | 1 - 2    | France   | 0 - 1 | ap 1 - 1 ap |

### Buteurs
| Pos | Joueur              | Pays   | Buts |
| --- | ------------------- | ------ | ---- |
| 1   | André-Pierre Gignac | France | 4    |
| 1   | Thierry Henry       | France | 4    |
| 3   | Franck Ribéry       | France | 3    |
| 3   | Nicolas Anelka      | France | 3    |
| 5   | Karim Benzema       | France | 2    |
| 5   | William Gallas      | France | 2    |
| 7   | Yoann Gourcuff      | France | 1    |
| 7   | Sidney Govou        | France | 1    |

## Préparation

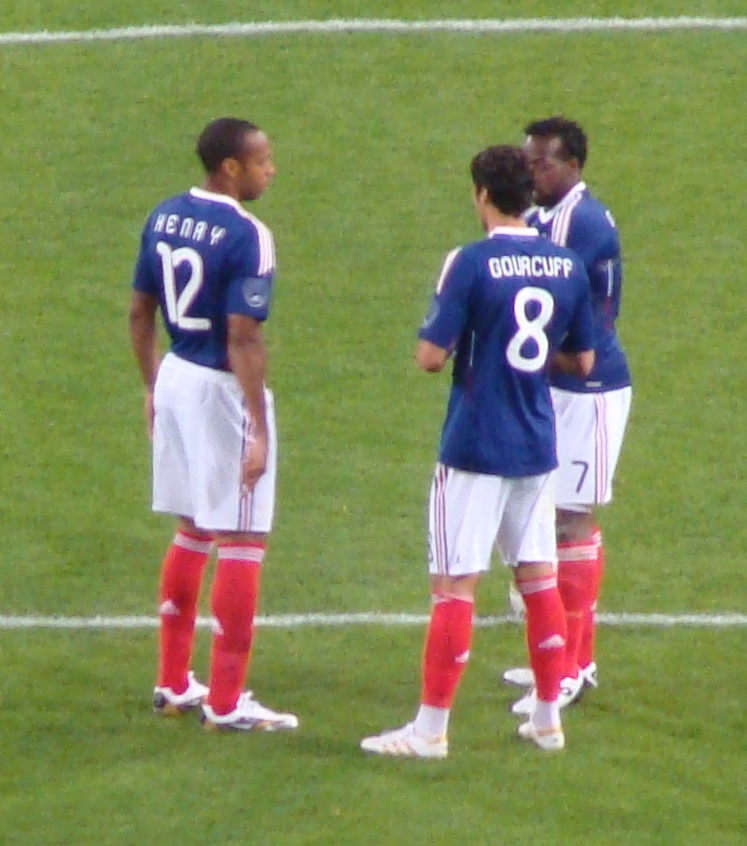
Henry, Gourcuff et Govou, en match de préparation.

L'équipe de France commence sa préparation par un match amical contre l'équipe d'Espagne. Raymond Domenech a convoqué pour ce match notamment Hatem Ben Arfa, Benoît Cheyrou et Michaël Ciani. Les Bleus démarrent par un match amical dans un Stade de France copieusement rempli le 3 mars, face à l'Espagne championne d'Europe en titre et comptant parmi les principaux favoris pour la Coupe du monde. La Roja s'impose 2-0.

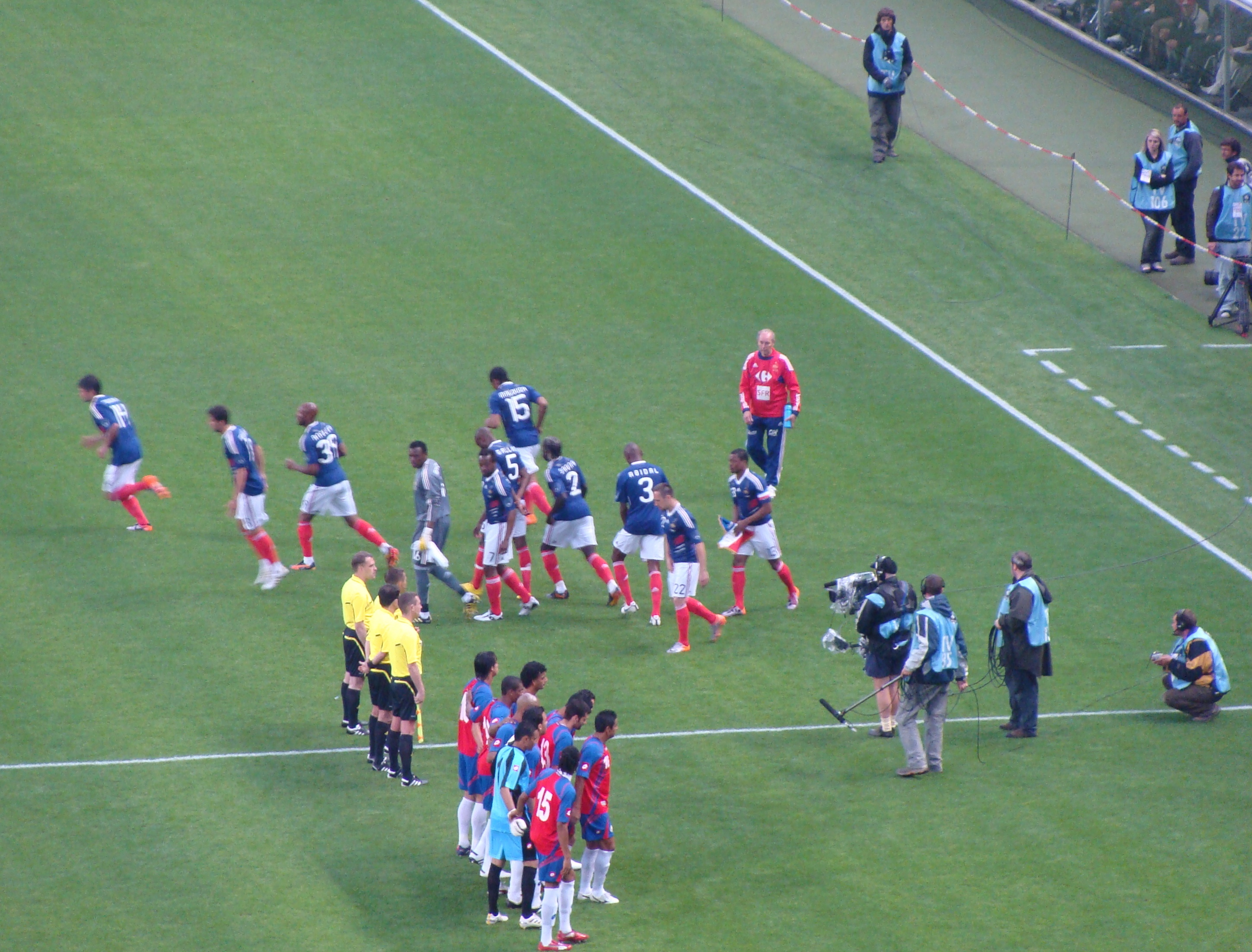
France / Costa Rica à Lens.

Le 26 mai 2010, les Bleus battent le Costa Rica sur le score de 2-1 au Stade Félix-Bollaert à Lens, pour leur premier match de préparation pour la Coupe du monde de football 2010. Pour sa première sélection, le Marseillais Mathieu Valbuena inscrit son premier but et offre la victoire à la France. Les Bleus ont montré de belles choses offensivement mais aussi de petites carences défensives. Le deuxième match préparatoire à cette Coupe du monde se solde par un match nul 1-1 contre la Tunisie, le 30 mai 2010 et le troisième match par une défaite 1-0 contre la Chine, le 4 juin 2010. Le milieu de terrain Lassana Diarra a dû déclarer forfait pour la Coupe du monde au cours de la préparation en raison d'une drépanocytose. Il n'a pas été remplacé par Raymond Domenech puisque le groupe comprenait déjà un joueur de plus (soit 24 joueurs) pour pallier l'éventuel forfait de William Gallas, incertain à cause d'une blessure à la cuisse mais qui figure finalement dans la liste pour ce Mondial.
| Match amical                            | France  | 0-2   | Espagne               | Stade de France Saint-Denis, France |                           |
| 3 mars 2010 · Historique des rencontres |         | (0-2) | Villa 21e · Ramos 45e | Arbitrage : Craig Thomson           | Arbitrage : Craig Thomson |
| 3 mars 2010 · Historique des rencontres | Rapport |       |                       | Arbitrage : Craig Thomson           | Arbitrage : Craig Thomson |

| Match amical                            | France                            | 2-1   | Costa Rica    | Stade Felix-Bollaert Lens, France |                                  |
| 26 mai 2010 · Historique des rencontres | Sequeira 22e (csc) · Valbuena 83e | (1-1) | Hernández 11e | Arbitrage : Vladislav Bezborodov  | Arbitrage : Vladislav Bezborodov |
| 26 mai 2010 · Historique des rencontres | Rapport                           |       |               | Arbitrage : Vladislav Bezborodov  | Arbitrage : Vladislav Bezborodov |

| Match amical                            | Tunisie  | 1 - 1   | France     | Stade du 7-Novembre Radès, Tunisie |                       |
| 30 mai 2010 · Historique des rencontres | Jemâa 5e | (1 - 0) | Gallas 62e | Arbitrage : Adel Raii              | Arbitrage : Adel Raii |
| 30 mai 2010 · Historique des rencontres | Rapport  |         |            | Arbitrage : Adel Raii              | Arbitrage : Adel Raii |

| Match amical                            | France  | 0 - 1   | Chine    | Stade Michel-Volnay Saint-Pierre, La Réunion, France |                           |
| 4 juin 2010 · Historique des rencontres |         | (0 - 0) | Deng 68e | Arbitrage : Pedro Proença                            | Arbitrage : Pedro Proença |
| 4 juin 2010 · Historique des rencontres | Rapport |         |          | Arbitrage : Pedro Proença                            | Arbitrage : Pedro Proença |

## Coupe du monde

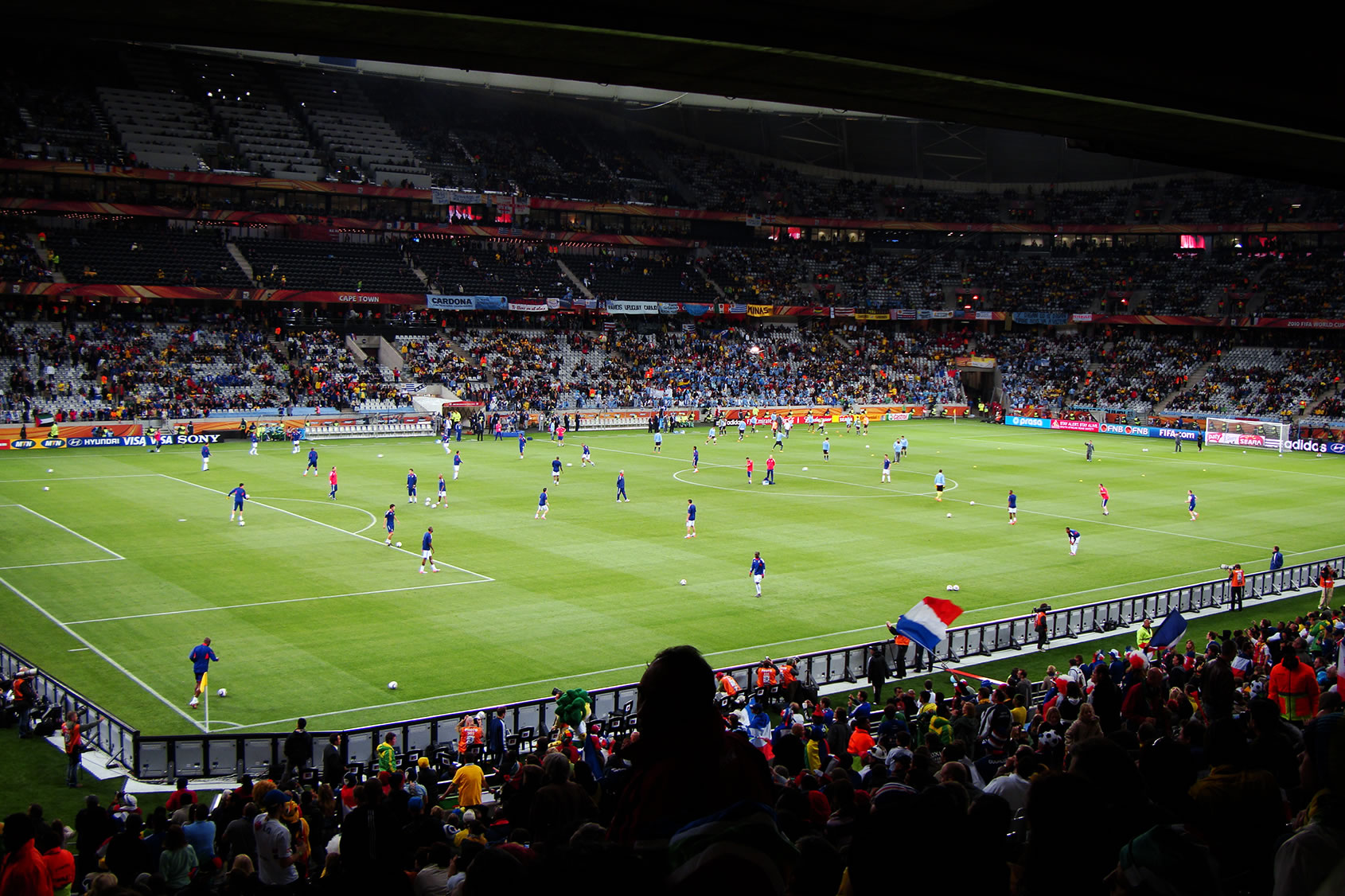
Rencontre Uruguay-France

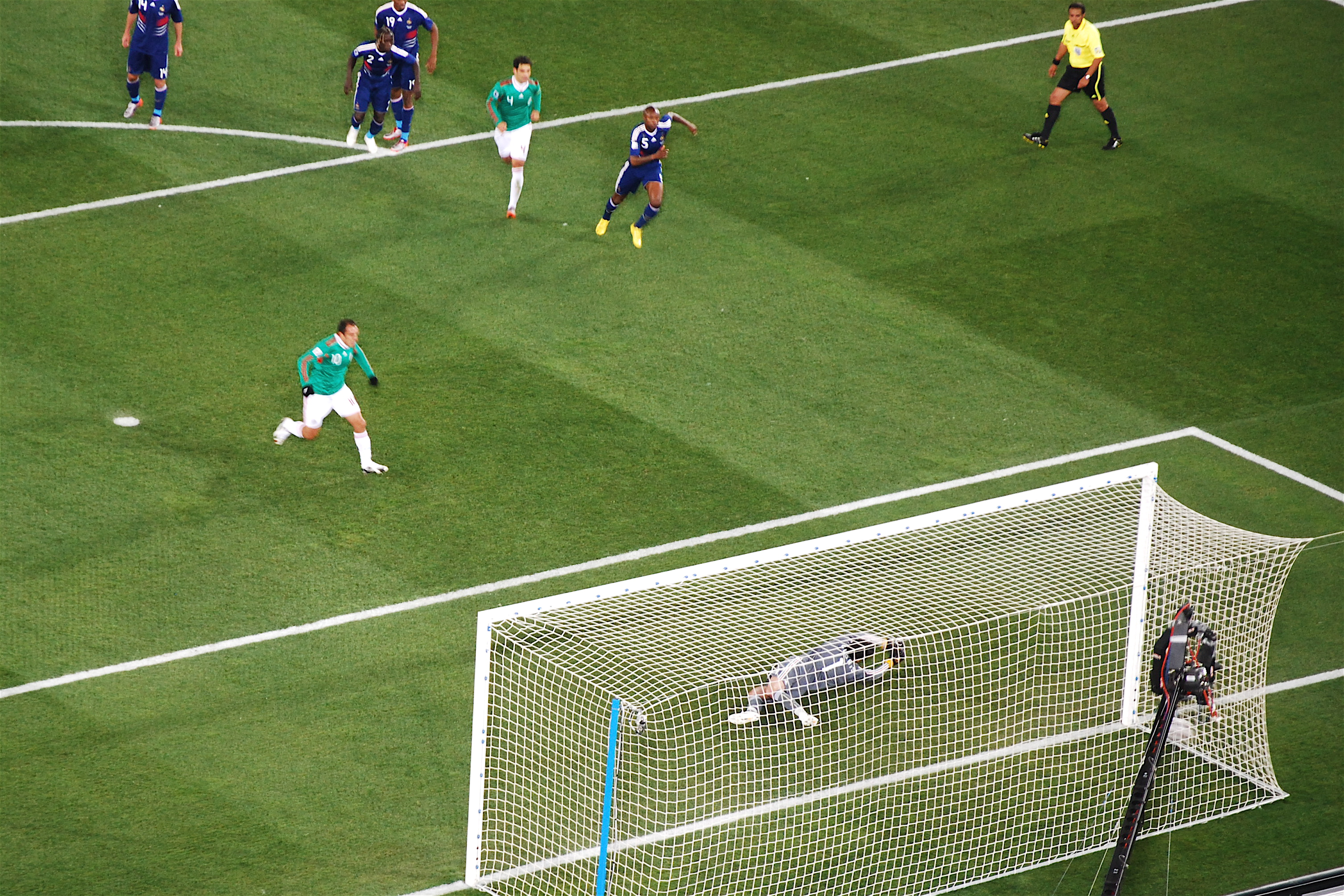
Penalty du Mexicain Blanco contre la France.

La France est affectée au groupe A et y rencontre l'Uruguay, le Mexique et l'Afrique du Sud.
|   | Équipe         | Pts | J | G | N | P | BP | BC | Diff |
| - | -------------- | --- | - | - | - | - | -- | -- | ---- |
| 1 | Uruguay        | 7   | 3 | 2 | 1 | 0 | 4  | 0  | +4   |
| 2 | Mexique        | 4   | 3 | 1 | 1 | 1 | 3  | 2  | +1   |
| 3 | Afrique du Sud | 4   | 3 | 1 | 1 | 1 | 3  | 5  | -2   |
| 4 | France         | 1   | 3 | 0 | 1 | 2 | 1  | 4  | -3   |

| 11 juin | Afrique du Sud | 1 - 1 | Mexique        |
| 11 juin | Uruguay        | 0 - 0 | France         |
| 16 juin | Afrique du Sud | 0 - 3 | Uruguay        |
| 17 juin | France         | 0 - 2 | Mexique        |
| 22 juin | Mexique        | 0 - 1 | Uruguay        |
| 22 juin | France         | 1 - 2 | Afrique du Sud |

## Élimination rapide et désastre moral
Au-delà de l'élimination rapide de l'équipe de France de football, cette participation est également marquée par ce qui est considéré par les commentateurs comme un désastre moral.
Dans un groupe à priori faible (Serbie, Roumanie, Autriche, Lituanie, îles Féroé), la France obtient des résultats décevants pour un vice-champion du monde (matchs nuls 2-2 et 1-1 face à la Roumanie, défaite 3-1 en Autriche, petite victoire 1-0 aux îles Féroé). Après son élimination au premier tour de l'Euro 2008, les Bleus sont contraints de passer par les barrages pour se qualifier pour la Coupe du monde en terminant deuxième derrière la Serbie. De plus, les matchs amicaux au cours de la campagne de qualification sont inquiétants. Le match nul contre l'Uruguay (0-0), mais surtout les défaites contre l'Argentine (0-2), l'Espagne (0-2) et le Nigéria (0-1), montrent les faiblesses de l'équipe de France, qui s'incline à de multiples reprises à domicile.
La qualification à la Coupe du monde à la suite du match contre l'Irlande sur un but entaché d'une main de Thierry Henry crée la polémique,.
Peu avant la Coupe du monde, plusieurs joueurs emblématiques sont impliqués dans une affaire de mœurs, concernant des relations avec une prostituée du nom de Zahia Dehar, mineure au moment des faits. L'« affaire Zahia » prend de l'ampleur et met Ribéry, Govou et Benzema dans la tourmente bien qu'ils ne soient alors pas mis en examen.
Les dernières rencontres de préparation n'aident pas la situation de l'équipe de France, qui subit une défaite 1-0 contre une équipe de Chine remaniée.
Les Bleus sont ensuite critiqués sur le luxe de l'hôtel de résidence de l'équipe, qui est le plus cher de tous les hôtels des équipes participantes à la compétition. Les joueurs refusent d'aller à Soweto avec Rama Yade à la suite des remarques de la secrétaire d’État sur le prix de l'hôtel de l'équipe de France, avant qu'elle-même ne se fasse épingler par Le Canard enchaîné pour le prix de son hôtel, plus élevé que celui des footballeurs d'après le journal satirique.
Lors de la préparation, l'encadrement de l'équipe de France crée une distance envers les supporters français et la population sud-africaine, n'ouvrant que très peu d'entraînements au public.
À la suite de la défaite contre le Mexique, le quotidien sportif L'Équipe fait sa première page sur des insultes qu'aurait proférées Nicolas Anelka envers Raymond Domenech. Cette Une fait scandale et la Fédération française de football décide contre l'avis des cadres de l'équipe de France d'exclure Anelka de l'effectif pour ces insultes envers le sélectionneur. En réaction à l'exclusion de l'attaquant français, les joueurs restants de l'équipe de France décident de faire une grève de l'entraînement afin de montrer leur solidarité envers Nicolas Anelka. Cet incident entraîne la démission d'un cadre de la fédération, mais surtout l'altercation entre le capitaine Patrice Évra et le préparateur physique Robert Duverne devant un parterre de journalistes de la presse internationale écrite et télévisuelle.
Après l'ultime match de la France dans la Coupe du monde 2010, une défaite 2-1, Raymond Domenech refuse de serrer la main du sélectionneur de l'Afrique du Sud, Carlos Alberto Parreira.
Ce deuxième échec consécutif après celui de l'Euro 2008 déclenche un véritable déchaînement médiatique de la presse mondiale, révélant des dysfonctionnements au sein de la Fédération française de football et provoquant l'intervention exceptionnelle du président de la République Nicolas Sarkozy, qui demande une réunion des états généraux sur la gouvernance du football français. Plusieurs personnalités politiques et sportives appellent à une refondation de la Fédération. Le président de la Fédération française de football, Jean-Pierre Escalettes, démissionne le 28 juin 2010. En réaction, la FIFA avertit la France que toute ingérence politique reconnue sur la fédération entraînerait des sanctions. Malgré l'annonce de la future audition de Jean-Pierre Escalettes et de Raymond Domenech par une commission parlementaire, la FIFA ne reconnaît pas d'ingérence du gouvernement et l'équipe de France n'est pas sanctionnée.
Vikash Dhorasoo s'exprimera de manière très critique envers l'équipe de France, qui représente selon lui la France des banlieues où « le pouvoir a été abandonné aux caïds et c'est ce que l'on retrouve en équipe de France ».
À la suite de cette élimination au premier tour, la France rétrograde à la 21e place du classement FIFA.

## Affaires ultérieures
Une mission d'information a été mise en place par le président de la Fédération française de football Jean-Pierre Escalettes.
Cette commission est composée de trois membres :
- Jacques Riolacci, ex-président de la commission de discipline de la LFP.
- Laurent Davenas, magistrat.
- Patrick Braouezec, député de la Seine-Saint-Denis et président de la Fondation du football.

Cette commission a procédé à l'audition de 18 des 23 joueurs grévistes.
À la suite du rapport de la commission, le 6 août 2010, le conseil fédéral a décidé de renvoyer cinq joueurs devant la Commission de Discipline de la FFF, :
- Nicolas Anelka, pour ses insultes.
- Patrice Évra, capitaine et porte-parole de ses coéquipiers.
- Franck Ribéry, vice-capitaine.
- Jérémy Toulalan, qui a participé avec son attaché de presse à la rédaction du communiqué des grévistes[23].
- Éric Abidal, qui a refusé de jouer l'ultime match des Bleus contre l'Afrique du Sud.

Pour son premier match comme sélectionneur, Laurent Blanc a refusé de retenir les 23 joueurs ayant participé à la grève de l'entraînement pour le match amical contre la Norvège le 11 août 2010.
Le 17 août 2010, la commission de discipline de la FFF a rendu son verdict et a infligé à :
- Nicolas Anelka, 18 matches de suspension ferme.
- Patrice Évra, 5 matches de suspension ferme.
- Franck Ribéry, 3 matches de suspension ferme.
- Jérémy Toulalan, 1 match de suspension ferme.
- Éric Abidal, n'a pas été sanctionné.

Le 18 août 2010, à la suite de sa sanction, Nicolas Anelka déclare être « mort de rire » et qualifie les dirigeants de la Fédération française de football de « clowns » et a annoncé que pour lui, sa carrière internationale était terminée depuis le 19 juin 2010, date de son éviction de Knysna.
Le 23 août 2010, Patrice Évra a annoncé qu'il faisait appel de ses 5 matches de suspension.
Le 24 août 2010 dans une lettre ouverte à la FFF, les ex-sélectionneurs et entraîneurs Michel Hidalgo, Aimé Jacquet, Guy Roux, Jean Djorkaeff, président de la commission fédérale de la Coupe de France, Sylvain Kastendeuch, vice-président, et Philippe Piat, président de l’Union Nationale des Footballeurs Professionnels demandent l'annulation des sanctions.
Le 25 août 2010, Franck Ribéry a annoncé qu'il ne ferait pas appel de ses 3 matches de suspension.
Le 5 septembre 2010, Raymond Domenech est officiellement licencié par la FFF pour son attitude en Afrique du Sud.
Le 9 septembre 2010, la Fédération française de football a confirmé en appel, les cinq matches de suspension de Patrice Évra.

## Effectif
Le 24 mai 2010, la liste des joueurs français retenus pour disputer l'épreuve est dévoilée. Sélections arrêtées le 24 mai 2010.
L'effectif est ramené à 22 après la blessure de Cédric Carrasso le 14 juin, puis à 21 avec l'exclusion du groupe de Nicolas Anelka à la suite d'insultes envers Raymond Domenech à la mi-temps du match contre le Mexique.
À noter qu'à la suite du forfait de Cédric Carrasso, Stéphane Ruffier est appelé en renfort par le staff de l'Équipe de France. Il participe aux entrainements sans avoir le droit de faire partie des feuilles de match à la suite d'une décision de la FIFA.
| Numéro / Nom       | Numéro / Nom        | Équipe                 | Sél. (but)      | Date de naissance | J.              |                 |                 |                 |                 |
| Gardiens de but    | Gardiens de but     | Gardiens de but        | Gardiens de but | Gardiens de but   | Gardiens de but | Gardiens de but | Gardiens de but | Gardiens de but | Gardiens de but |
| ------------------ | ------------------- | ---------------------- | --------------- | ----------------- | --------------- | --------------- | --------------- | --------------- | --------------- |
| 1                  | Hugo Lloris         | Olympique lyonnais     | 11 (0)          | 26 décembre 1986  | 3               | -               | -               | -               | -               |
| 16                 | Steve Mandanda      | Olympique de Marseille | 13 (0)          | 28 mars 1985      | -               | -               | -               | -               | -               |
| 23                 | Cédric Carrasso     | Girondins de Bordeaux  | 0 (0)           | 30 décembre 1981  | -               | -               | -               | -               | -               |
| Défenseurs         |                     |                        |                 |                   |                 |                 |                 |                 |                 |
| 3                  | Éric Abidal         | FC Barcelone           | 48 (0)          | 11 septembre 1979 | 2               | -               | 1               | -               | -               |
| 2                  | Bacary Sagna        | Arsenal FC             | 20 (0)          | 14 février 1983   | 3               | -               | -               | -               | -               |
| 4                  | Anthony Réveillère  | Olympique lyonnais     | 6 (0)           | 10 novembre 1979  | -               | -               | -               | -               | -               |
| 22                 | Gaël Clichy         | Arsenal FC             | 4 (0)           | 26 juillet 1985   | 1               | -               | -               | -               | -               |
| 13                 | Patrice Évra        | Manchester United      | 30 (0)          | 15 mai 1981       | 2               | -               | 1               | -               | -               |
| 5                  | William Gallas      | Arsenal FC             | 81 (5)          | 17 août 1977      | 3               | -               | -               | -               | -               |
| 6                  | Marc Planus         | Girondins de Bordeaux  | 1 (0)           | 7 mars 1982       | -               | -               | -               | -               | -               |
| 17                 | Sébastien Squillaci | Séville FC             | 20 (0)          | 11 août 1980      | 1               | -               | -               | -               | -               |
| Milieux de terrain |                     |                        |                 |                   |                 |                 |                 |                 |                 |
| 19                 | Abou Diaby          | Arsenal FC             | 5 (0)           | 11 mai 1986       | 3               | -               | 1               | -               | -               |
| 18                 | Alou Diarra         | Girondins de Bordeaux  | 25 (0)          | 15 juillet 1981   | 1               | -               | -               | -               | -               |
| 14                 | Jérémy Toulalan     | Olympique lyonnais     | 34 (0)          | 10 novembre 1983  | 2               | -               | 2               | -               | -               |
| 15                 | Florent Malouda     | Chelsea FC             | 54 (3)          | 13 juin 1980      | 3               | 1               | -               | -               | -               |
| 10                 | Sidney Govou        | Olympique lyonnais     | 46 (10)         | 27 juillet 1979   | 3               | -               | -               | -               | -               |
| 7                  | Franck Ribéry       | Bayern Munich          | 45 (7)          | 7 avril 1983      | 3               | -               | 1               | -               | -               |
| 8                  | Yoann Gourcuff      | Girondins de Bordeaux  | 20 (1)          | 11 juillet 1986   | 2               | -               | -               | -               | 1               |
| 20                 | Mathieu Valbuena    | Olympique de Marseille | 2 (1)           | 28 septembre 1984 | 1               | -               | -               | -               | -               |
| Attaquants         |                     |                        |                 |                   |                 |                 |                 |                 |                 |
| 11                 | André-Pierre Gignac | Toulouse FC            | 13 (4)          | 5 décembre 1985   | 3               | -               | -               | -               | -               |
| 9                  | Djibril Cissé       | Panathinaïkos          | 39 (9)          | 12 août 1981      | 1               | -               | -               | -               | -               |
| 21                 | Nicolas Anelka      | Chelsea FC             | 67 (14)         | 14 mars 1979      | 2               | -               | -               | -               | -               |
| 12                 | Thierry Henry       | FC Barcelone           | 121 (51)        | 17 août 1977      | 2               | -               | -               | -               | -               |
| Sélectionneur      |                     |                        |                 |                   |                 |                 |                 |                 |                 |
|                    | Raymond Domenech    |                        |                 | 24 janvier 1952   |                 |                 |                 |                 |                 |
| Réserve            |                     |                        |                 |                   |                 |                 |                 |                 |                 |
|                    | Mickaël Landreau    | Lille OSC              | 11 (0)          | 14 mai 1979       |                 |                 |                 |                 |                 |
|                    | Rod Fanni           | Stade rennais          | 4 (0)           | 6 décembre 1981   |                 |                 |                 |                 |                 |
|                    | Adil Rami           | Lille OSC              | 0 (0)           | 27 décembre 1985  |                 |                 |                 |                 |                 |
|                    | Yann M'Vila         | Stade rennais          | 0 (0)           | 29 juin 1990      |                 |                 |                 |                 |                 |
|                    | Hatem Ben Arfa      | Olympique de Marseille | 7 (1)           | 7 mars 1987       |                 |                 |                 |                 |                 |
|                    | Jimmy Briand        | Stade rennais          | 3 (0)           | 2 août 1985       |                 |                 |                 |                 |                 |
| Blessé             |                     |                        |                 |                   |                 |                 |                 |                 |                 |
|                    | Lassana Diarra      | Real Madrid CF         | 27 (0)          | 10 mars 1985      |                 |                 |                 |                 |                 |

 = capitaine --  

## Statistiques

### Les joueurs
| Adversaire          |    |    |    |    |    |    |    |    |    |     |     |     |     |     |    |    |    |      |    |     |     |     |    |    |    |
| Compétition         | A. | Q. | Q. | Q. | A. | A. | A. | Q. | Q. | A.  | A.  | Q.  | Q.  | Q.  | Q. | Q. | B. | B.   | A. | A.  | A.  | A.  | C. | C. | C. |
| Gardiens            |    |    |    |    |    |    |    |    |    |     |     |     |     |     |    |    |    |      |    |     |     |     |    |    |    |
| ------------------- | -- | -- | -- | -- | -- | -- | -- | -- | -- | --- | --- | --- | --- | --- | -- | -- | -- | ---- | -- | --- | --- | --- | -- | -- | -- |
| Hugo Lloris         |    |    |    |    |    | 90 |    |    |    |     | 90  | 90  | 90  | 9   |    | 90 | 90 | 120  | 90 |     | 90  | 90  | 90 | 90 | 90 |
| Steve Mandanda      | 90 | 90 | 90 | 90 | 90 |    | 90 | 90 | 90 | 90  |     |     |     | r81 | 90 |    |    |      |    | 90  |     |     |    |    |    |
| Défenseurs          |    |    |    |    |    |    |    |    |    |     |     |     |     |     |    |    |    |      |    |     |     |     |    |    |    |
| Éric Abidal         |    |    | 90 | 90 | 90 |    | 90 |    |    |     | 90  |     |     | 90  | 90 |    | 90 |      |    | 90  | 45  | 90  | 90 | 90 |    |
| Jean-Alain Boumsong |    |    |    | 90 | 90 |    |    |    |    |     | 90  |     |     |     |    |    |    |      |    |     |     |     |    |    |    |
| Michaël Ciani       |    |    |    |    |    |    |    |    |    |     |     |     |     |     |    |    |    |      | 90 |     |     |     |    |    |    |
| Gaël Clichy         |    |    | 90 |    | 90 |    |    |    |    |     |     |     |     |     |    |    | 90 |      |    |     | r26 |     |    |    | 90 |
| Patrice Évra        | 90 | 90 |    | 90 |    | 90 |    | 90 | 90 | 90  |     | 90  | 90  | 90  | 90 |    | 90 | 90   | 90 | 90  | 64  | 90  | 90 | 90 |    |
| Julien Escudé       |    |    |    |    |    |    |    |    |    | 90  |     | 90  | 90  |     |    | 90 |    | 9    | 90 |     |     |     |    |    |    |
| Rod Fanni           |    |    |    |    | 90 | 90 |    |    |    | 90  |     |     |     |     |    | 90 |    |      |    |     |     |     |    |    |    |
| William Gallas      | 90 | 90 | 90 |    |    | 90 | 90 | 90 | 90 |     |     | 90  | 90  | 90  | 90 |    | 90 | 120  |    | 45  | 64  | 90  | 90 | 90 | 90 |
| Philippe Mexès      | 90 | 90 |    |    |    | 90 | 90 |    |    |     | 90  |     |     |     |    |    |    |      |    |     |     |     |    |    |    |
| Marc Planus         |    |    |    |    |    |    |    |    |    |     |     |     |     |     |    |    |    |      |    |     | r45 |     |    |    |    |
| Anthony Réveillère  |    |    |    |    |    |    |    |    |    |     |     |     |     |     |    |    |    |      |    |     |     | r45 |    |    |    |
| Bacary Sagna        | 90 | 71 | 90 | 90 |    |    | 90 | 90 | 90 |     | 90  | 90  | 90  | 90  | 90 |    | 90 | 120  | 90 | 90  | 90  | 45  | 90 | 90 | 90 |
| Sébastien Squillaci |    |    |    |    |    |    |    | 90 | 90 | 90  |     |     |     |     |    | 90 |    | r111 |    | r45 | r26 |     |    |    | 90 |
| Milieux             |    |    |    |    |    |    |    |    |    |     |     |     |     |     |    |    |    |      |    |     |     |     |    |    |    |
| Franck Ribéry       |    |    |    | 90 | 45 | 58 | 90 | 90 | 90 | 70  | r32 | r25 | r34 | r13 |    |    |    |      | 74 | 84  | 45  | 62  | 90 | 90 | 90 |
| Jérémy Toulalan     | 90 | 90 | 90 | 90 | 90 | 90 | 90 | 90 |    | r45 | 90  | 90  | 90  | 90  | 62 |    |    |      | 90 | 45  | 90  | 90  | 90 | 90 |    |
|                     |    |    |    |    |    |    |    |    |    |     |     |     |     |     |    |    |    |      |    |     |     |     |    |    |    |

- Match amical
- Qualification pour la Coupe du monde
- Barrage
- Coupe du monde

### Les matchs
| No | Date              | Ville, stade                              | Adversaire           | Score  | Comp | Buteur(s) pour la France                                | Buteur(s) pour l'adversaire                    |
| -- | ----------------- | ----------------------------------------- | -------------------- | ------ | ---- | ------------------------------------------------------- | ---------------------------------------------- |
| 1  | 20 août 2008      | Göteborg, Ullevi                          | Suède                | 3-2    | A.   | Benzema (18), Govou (61, 77)                            | Larsson (5), Källström (85 pen.)               |
| 2  | 6 septembre 2008  | Vienne, stade Ernst Happel                | Autriche             | 1-3    | Q.   | Govou (61)                                              | Mexès (8 csc), Aufhauser (41), Ivanschitz (72) |
| 3  | 10 septembre 2008 | Saint-Denis, stade de France              | Serbie               | 2-1    | Q.   | Henry (55), Anelka (64)                                 | Ivanović (76)                                  |
| 4  | 11 octobre 2008   | Constanţa, stade Gheorghe Hagi            | Roumanie             | 2-2    | Q.   | Ribéry (36), Gourcuff (69)                              | Petre (6), Goian (17)                          |
| 5  | 14 octobre 2008   | Saint-Denis, stade de France              | Tunisie              | 3-1    | A.   | Henry (40, 48), Benzema (58)                            |                                                |
| 6  | 19 novembre 2008  | Saint-Denis, stade de France              | Uruguay              | 0-0    | A.   | -                                                       |                                                |
| 7  | 11 février 2009   | Marseille, Stade Vélodrome                | Argentine            | 0-2    | A.   | -                                                       |                                                |
| 8  | 28 mars 2009      | Kaunas, S. Dariaus ir S. Girėno stadionas | Lituanie             | 1-0    | Q.   | Ribéry (67)                                             | -                                              |
| 9  | 1er avril 2009    | Saint-Denis, stade de France              | Lituanie             | 1-0    | Q.   | Ribéry (75)                                             | -                                              |
| 10 | 2 juin 2009       | Saint-Étienne, stade Geoffroy-Guichard    | Nigeria              | 0-1    | A.   | -                                                       |                                                |
| 11 | 6 juin 2009       | Lyon, stade de Gerland                    | Turquie              | 1-0    | A.   | Benzema (38 pen.)                                       | -                                              |
| 12 | 12 août 2009      | Torshavn, Tórsvøllur                      | Îles Féroé           | 1-0    | Q.   | Gignac (42)                                             | -                                              |
| 13 | 5 septembre 2009  | Saint-Denis, stade de France              | Roumanie             | 1-1    | Q.   | Henry (48)                                              |                                                |
| 14 | 9 septembre 2009  | Belgrade, stade de l'Étoile rouge         | Serbie               | 1-1    | Q.   | Henry (31)                                              |                                                |
| 15 | 10 octobre 2009   | Guingamp, stade du Roudourou              | Îles Féroé           | 5-0    | Q.   | Gignac (35, 39), Gallas (53), Anelka (86), Benzema (88) | -                                              |
| 16 | 14 octobre 2009   | Saint-Denis, stade de France              | Autriche             | 3-1    | Q.   | Benzema (18), Henry (26 pen.), Gignac (66)              |                                                |
| 17 | 14 novembre 2009  | Dublin, Croke Park                        | République d'Irlande | 1-0    | B.   | Anelka (72)                                             | -                                              |
| 18 | 18 novembre 2009  | Saint-Denis, stade de France              | République d'Irlande | 1-1 ap | B.   | Gallas (103)                                            |                                                |
| 19 | 3 mars 2010       | Saint-Denis, stade de France              | Espagne              | 0-2    | A.   | -                                                       |                                                |
| 20 | 26 mai 2010       | Lens, stade Félix-Bollaert                | Costa Rica           | 2-1    | A.   | Sequeira (22 csc), Valbuena (83)                        |                                                |
| 21 | 30 mai 2010       | Radès, Stade du 7-Novembre                | Tunisie              | 1-1    | A.   | Gallas (61)                                             |                                                |
| 22 | 4 juin 2010       | Saint-Pierre, stade Michel-Volnay         | Chine                | 0-1    | A.   | -                                                       |                                                |
| 23 | 11 juin 2010      | Le Cap, Green Point Stadium               | Uruguay              | 0-0    | C.   | -                                                       | -                                              |
| 24 | 17 juin 2010      | Polokwane, Peter Mokaba Stadium           | Mexique              | 0-2    | C.   | -                                                       |                                                |
| 25 | 22 juin 2010      | Bloemfontein, Free State Stadium          | Afrique du Sud       | 1-2    | C.   | Malouda (70)                                            |                                                |

A : match amical.
Euro : match de l'Euro 2008.
QCM : match qualificatif pour le Mondial 2010.
- Match gagné
- Match nul
- Match perdu